# رایت (آلاباما)
رایت (به انگلیسی: Wright) یک منطقهٔ مسکونی در ایالات متحده آمریکا است که در آلاباما واقع شده‌است. رایت ۱۳۸٫۰۸ متر بالاتر از سطح دریا واقع شده‌است.